# Zastava Občine Izola
Zastava Občine Izola je modre barve v razmerju 1:2, na sredini pa se nahaja grb Občine Izola.